# Max von Hausen
Max Clemens Lothar Freiherr von Hausen (Dresden, 17. prosinca 1846. – Dresden, 19. ožujka 1922.) je bio njemački general i vojni zapovjednik. Tijekom prvih mjeseci Prvog svjetskog rata zapovijedao je 3. armijom na Zapadnom bojištu.

## Vojna karijera
Max von Hausen rođen je 17. prosinca 1846. godine u Dresdenu u obitelji generala Clemensa von Hausena i Anne Wilhelmine von Ammon. Njegova braća Lothar i Arndt bili su također generali u saskoj vojsci. Vojno školovanje započinje pohađajući Kraljevsku sasku kadetsku školu u Dresdenu. Nakon toga raspoređen je na službu u 2. kraljevsku sasku lovačku bojnu. Godine 1866. sudjeluje u Austrijsko-pruskom ratu boreći se u saskoj vojsci kao saveznik Austrijanaca protiv Prusa. Te iste godine promaknut je u čin natporučnika. Nakon završetka rata nastavlja služiti u 2. kraljevskoj saskoj lovačkoj bojnoj. Sudjeluje i u Prusko-francuskom ratu u kojem se kao saveznik Pruske borio na strani Prusa. Od 1871. pohađa Prusku vojnu akademiju koju završava 1874. godine. U međuvremenu je, u siječnju 1872., promaknut u čin satnika. Od 1875. služi u Glavnom stožeru u Berlinu, dok je u travnju 1881. unaprijeđen u čin bojnika. U travnju 1887. promaknut je u čin potpukovnika, te imenovan zapovjednikom 1. kraljevske saske lovačke bojne smještene u Freiburgu. Navedenom bojnom zapovijeda iduće tri godine, do ožujka 1890., kada postaje zapovjednikom 2. kraljevske saske grenadirske pukovnije sa sjedištem u Dresdenu. Istodobno s tim imenovanjem promaknut je u čin pukovnika.
U ožujku 1892. Hausen postaje načelnikom Glavnog stožera saske vojske. Iduće 1893. godine, u ožujku, unaprijeđen je u čin general bojnika. Dužnost načelnika Glavnog stožera obnaša tri godine, do ožujka 1895., kada postaje zamjenikom načelnika Glavnog stožera. U prosincu 1896. promaknut je u čin general poručnika, nakon čega u svibnju 1897. postaje zapovjednikom 32. pješačke divizije. Navedenu dužnost obnaša do ožujka 1900. kada je imenovan zapovjednikom XII. korpusa. U svibnju 1901. unaprijeđen je u čin generala pješaštva, dok u kolovozu 1902. postaje ministrom rata Kraljevine Saske na kojoj dužnosti se nalazi iduće četiri godine. U prosincu 1910. promaknut je u čin general pukovnika, a te iste godine je imenovan pobočnikom saskog kralja. U lipnju 1912. postaje ministrom predsjednikom saske vlade koju dužnost obnaša sve do svibnja 1914. godine.

## Prvi svjetski rat
Nakon mobilizacije početkom Prvog svjetskog rata kraljevska saska vojska je postala njemačkom 3. armijom, a njezinim zapovjednikom je postao Hausen. Treća armija koja se sastojala pretežno od Sasa, prema njemačkom planu je bila smještena u sredini njemačkog rasporeda, te je Hausen zapovijedajući njom sudjelovao u Graničnim bitkama, prije svega u bitkama kod Dinanta i Charleroia. Nakon poraza njemačke 2. armije u Prvoj bici na Marni Hausen se s 3. armijom povukao do rijeke Aisne gdje se bojišnica stabilizirala.

## Poslije rata
U rujnu 1914. godine nakon bitke na Marni obolio je od tifusa te je zapovjedništvo nad 3. armijom morao prepustiti generalu Karlu von Einemu. Nakon oporavka tražio je od saskog kralja kao i njemačkog cara Vilima II. da mu dodijele novo zapovjedništvo, ali se to nikada nije dogodilo.
Preminuo je 19. ožujka 1922. u 76. godini života u Dresdenu. Bio je oženjen s Mariom von Salviati s kojom je imao tri kćeri.

## Vanjske poveznice
(eng.) Max von Hausen na stranici First World War.com

(eng.) Max von Hausen na stranici Prussianmachine.com

(eng.) Max von Hausen na stranici Historyofwar.org

(njem.) Max von Hausen na stranici Deutschland14-18.de  Arhivirana inačica izvorne stranice od 4. ožujka 2016. (Wayback Machine)
| Prethodnik: | Zapovjednik 3. armije Max von Hausen | Nasljednik:    |
| nitko       | Zapovjednik 3. armije Max von Hausen | Karl von Einem |